# Jan Rojewski (dramaturg)
Jan Rojewski właśc. Jakub Rozenblum (ur. 25 stycznia 1915 w Miechowie, zm. 26 lipca 1982 w Monachium) – polski dramaturg, prozaik i scenarzysta, z wykształcenia architekt.

## Życiorys
W 1937 ukończył studia na Wydziale Architektury Politechniki Warszawskiej. W latach 1936–1939 pracował w jednym z warszawskich biur architektonicznych. Lata II wojny światowej spędził w Związku Radzieckim. Po powrocie do Polski, w 1945 debiutował jako literat. Publikował w licznych pismach, wchodząc również skład kolegium redakcyjnego kilku z nich (Kraj, Świetlica). Od 1950 pracował jako scenarzysta w Przedsiębiorstwie Państwowym Film Polski. Był autorem scenariuszy do filmów Załoga (1950, reż. Jan Fethke) oraz Pościg (1953, reż. Stanisław Urbanowicz). W 1957 wyjechał do RFN, gdzie pracował jako architekt.

## Wybrane dzieła
- Z naszej loży (1946, razem z Pawłem Hertzem)
- Załoga (1951)
- Tysiąc walecznych (1951)
- Człowiek i ludzie (1956)